# Thief: The Dark Project
Thief: The Dark Project — відеогра жанру стелс, перша гра серії відеоігор Thief, розроблена студією Looking Glass Studios і випущена Eidos Interactive 1998 року.
29 жовтня 1999 року студія випустила розширену «золоту» версію гри, Thief Gold, яка містила нові місії та поліпшення до вже присутніх. Крім того, видання мало редактор рівнів DromEd і відео з історії створення другої частини Thief II: The Metal Age.
Сеттінг витримано у стилі стімпанковському фентезі епоху високого середньовіччя. Сюжет роповідає про пригоди міського професійного крадія Гаррета, який виконує різноманітні завдання, як з викрадення різних цінностей забезпечених людей, так і щодо захисту населення Міста від різного зла, яке загрожує їх життю і свободі. Гра незвичайна тим, що на вищому рівні складності з трьох існуючих, крім наявності недоступних в більш легких режимах завдань і місць, різко засуджується вбивство людини (навіть якщо він ворог і має озброєння), — після анімації смерті жертви місія визнається проваленою.

## Сюжет
Гра починається з історії про безпритульного хлопчика на ім'я Гаррет, що живе в містечку, відомому як Місто, за рахунок дрібного кишенькового злодійства. Одного разу він спробував залізти в кишеню одного незнайомця, який зловив його за руку. Цей незнайомець (Артемус) виявився членом Таємного Ордену Хранителів, який розгледів у хлопчика талант, оскільки звичайні люди ніколи не помічають Хранителів в натовпі. Він запропонував Гаррету приєднатися до Ордену і навчитися навичкам Хранителів (ховатися в тіні серед людей, маніпулювати гліфами тощо). Гаррет прийняв цю пропозицію, однак після навчання покинув Орден, щоб повернутися до типового злодійського життя.
Уже подорослішавши, Гаррет веде спосіб життя незалежного крадія, що викликає невдоволення у кримінального авторитета на ім'я Рамірес. Його спроби змусити Гаррета приєднатися до Гільдії Злодіїв (і тим самим, платити відсотки з накраденого) ні до чого не приводять, та Рамірес дає розпорядження усунути Гаррета. Гаррету вдається уникнути вбивць (при цьому замість нього гине скупник краденого), після чого він у відповідь завдає «візит» до маєтка Раміреса.
Його дії були помічені однією анонімною впливовою людиною. Його представник, Вікторія, зв'язується з Гарретом й дає завдання вкрасти меч Костянтина, ексцентричного багатія, котрий недавно з'явився в Місті. Укравши і вручивши меч Вікторії, Гаррет дізнається, що анонімний наймач це і є Костянтин, який вирішив таким чином перевірити злодійські якості Гаррета. Він робить пропозицію Гаррету викрасти за велику винагороду певний магічний артефакт — Око, що залишився у Соборі Хаммеритів після певних катастрофічних подій, що сталися кілька десятиліть назад; Гаррет, трохи поміркувавши, береться за це замовлення. Проникнувши в Старий квартал (занедбаний і обгороджений від решти Міста), Гаррет з'ясовує, що Собор надійно запечатано талісманами Хранителів. Він дізнається від Ока, що для потрапляння всередину Собору, йому необхідно роздобути чотири талісмана, розкиданих по всьому Місту.
Знайшовши всі чотири талісмана і проникнувши в Собор, наповнений нежиттю, Гаррет знаходить Око й доставляє його Костянтину та Вікторії. Вікторія каже, що в артефакті є вада — для роботи йому потрібне справжнє людське око. Вона обманом штовхає Гаррета й вибиває його власне око. Тоді з'ясовується, що Костянтин — це не хто інший, як темний язичницький бог — Трікстер. Залишивши Гаррета вмирати, обидва (Вікторія й Костянтин) зникають у порталі.
Два Хранителя, потайки діставшись маєтку Костянтина, звільняють Гаррета. Вибравшись з маєтку, Гаррет шукає підтримки у Хаммеритів, але з'ясовує, що їх храм розгромлено, а первосвященика викрадено прихильниками Костянтина-Трікстера, язичницькими мутантами (люди-мавпи, люди-богомоли, кістяні демони тощо). В обмін на порятунок первосвященика Хаммеріти дають йому підроблену копію Ока. Тоді Гаррет проникає крізь портал у темне володіння Трікстера-Костянтина й замінює справжнє Око підробкою, яка в свою чергу вбиває Костянтина-Трікстера, що віддав усю свою енергію їй, сподіваючись на успішне завершення ритуалу.
Зрештою, Гаррет знову повертається до звичного способу вільного крадійства, проте Хранителі попереджають його, що йому скоро знадобиться їх допомога, бо «близиться Епоха Металу».